# أسقمرياوات
الأسقمرياوات (الاسم العلمي Scombroidei)، رتيبة أسماك بحرية من رتبة الفرخيات.